# Phrynopus barthlenae
Phrynopus barthlenae är en groddjursart som beskrevs av Lehr och Aguilar 2002. Phrynopus barthlenae ingår i släktet Phrynopus och familjen Strabomantidae. IUCN kategoriserar arten globalt som sårbar. Inga underarter finns listade i Catalogue of Life.